# Ad Wouters (amateur-archeoloog)
Adrianus Maria (Ad) Wouters (Tilburg, 16 januari 1917 - 's Hertogenbosch, 17 juni 2001) was een bekend Nederlands amateur-archeoloog en onderwijzer. Hij werd bekend als een van de hoofdverdedigers van de Drentse amateur-archeoloog Tjerk Vermaning in de rechtszaak tegen hem. Later werd Wouters zelf ook verdacht van vondst- en vindplaatsvervalsing.

## Biografie
Op jonge leeftijd gaf Wouters te kennen dat hij zijn leven als kloosterling wilde invullen. Hij trad in als 'broeder Aquilas' bij de broeders van Liefde in Eindhoven. In de crisisjaren behaalde Wouters zijn onderwijzersakte. Hij werd ingezet als 'kwekeling met akte' en moest in die hoedanigheid op verschillende lagere scholen invallen. Hierdoor kwam hij in contact met dominee A.P. van der Vlugt uit Drunen. Samen met de dominee zocht Wouters voor de Tweede Wereldoorlog naar vuurstenen werktuigen in de Drunense Duinen. Tijdens de oorlog moest Wouters onderduiken in de psychiatrische inrichting St. Servaas in Venray. Tijdens de oorlog liep Wouters ook schade op aan zijn rug, waardoor hij de rest van zijn leven met een korset moest lopen.
Vanaf 1949 raakte Wouters weer bij de archeologie betrokken. Vanuit een klooster bij Roermond zocht Wouters naar vuurstenen werktuigen in Limburg en ontdekte verschillende vindplaatsen. Hij kwam hierdoor in contact met archeologen A. Bohmers en L. Pradel. In 1954 werd Wouters overgeplaatst naar Eikendonk in Eindhoven, vanwaaruit hij Bohmers assisteerde met opgravingen en meer vuurstenen werktuigen verzamelde in Brabant. Het uiteindelijke doel was, samen met Bohmers, een overzichtswerk van vindplaatsen uit het Paleolithicum en Mesolithicum te maken voor Nederland en Vlaanderen. Door de schorsing en het ontslag van Bohmers in 1962 zou dit nooit verschijnen.
In 1957 werd Wouters overgeplaatst naar Jonkerbosch bij Nijmegen. Hier hield hij zich, naast archeologie, bezig met de ontwikkeling van het ITO: beroepsgericht onderwijs voor kinderen met geringe studieaanleg. Uiteindelijk verliet Wouters in Nijmegen de Broeders van de Liefde en trouwde hij met Paulien van Kempen. Nadat Bohmers ontslag nam trok Wouters zich terug uit de archeologische wereld. Ook de gezondheid van Wouters ging in deze periode sterk achteruit, waardoor hij werd afgekeurd voor het onderwijs.
Toen in 1975 de Drentse amateur-archeoloog Tjerk Vermaning werd aangeklaagd voor vervalsingen keerde Wouters weer terug in de archeologie. Toen de rechtszaak tegen Vermaning in hoger beroep diende maakte Wouters deel uit van de verdediging; hij voerde bewijsvoering aan voor de echtheid van de vondsten. Uit deze rechtszaak kwam een conflict voort tussen de archeologen van de Universiteit Groningen (specifiek H.T. Waterbolk en D. Stapert) en de 'vrienden van Vermaning' (die zich later zouden verenigen in de APAN). Wouters nam een leidende rol in dit conflict en werd ook erelid van APAN.
In 1977 richtte Wouters samen met Caspar Franssen het tijdschrift 'Archeologische Berichten' op, waarin veel artikelen over Vermaning en zijn vondsten verschenen. Hierin publiceerde hij ook over archeologische ontdekkingen uit de stuwwallen en werden veel vindplaatsen die hij oorspronkelijk met Bohmers had willen publiceren alsnog gepubliceerd. In 1989 ontstond onenigheid over het tijdschrift, hetgeen tot een bestuurscrisis en ruzie tussen Franssen en Wouters leidde.
In 2001 overleed Wouters aan hartproblemen.

## Mogelijke vervalsingen
Al in de jaren '60 koesterde Bohmers wantrouwen tegenover Wouters. Dit kwam, omdat in Limburg geruchten circuleerden dat Wouters vondsten vervalst zou hebben. Ook zou hij een kast met Franse vuistbijlen gekocht hebben bij een antiquair en die als eigen vondsten aangedragen hebben bij Bohmers. Wouters werd door Waterbolk ook verdacht de vuistbijlen die door Vermaning zijn gevonden te hebben gemaakt.
In 1996 publiceerde Wouters de vindplaats 'Vessem XII', maar al snel werd ontdekt dat deze vondsten al eerder onder een andere vindplaats zijn gepubliceerd. Wouters gaf toe de vindplaats vervalst te hebben om meer aandacht te vragen voor de zaak Vermaning. Later werd ook voor een vindplaats bij Sint-Johannesga vastgesteld dat de werktuigen die Wouters hierbij afbeeldde, al eerder bij een andere vindplaats zijn gepubliceerd. Deze vervalsingen, in combinatie met geruchten over meer vervalsingen, zijn voor een aantal archeologen reden om vraagtekens te zetten bij vindplaatsen waarbij Wouters betrokken was.